# Scutogona vivesi
Scutogona vivesi es una especie de miriápodo cordeumátido de la familia Anthroleucosomatidae endémica del norte de la península ibérica (España).